# Cincinnobotrys acaulis
Cincinnobotrys acaulis är en tvåhjärtbladig växtart som först beskrevs av Célestin Alfred Cogniaux, och fick sitt nu gällande namn av Ernest Friedrich Gilg. Cincinnobotrys acaulis ingår i släktet Cincinnobotrys och familjen Melastomataceae. Inga underarter finns listade i Catalogue of Life.